# Antioco (scultore)
Antioco (Atene, I secolo a.C. – I secolo a.C.) è stato uno scultore greco antico.

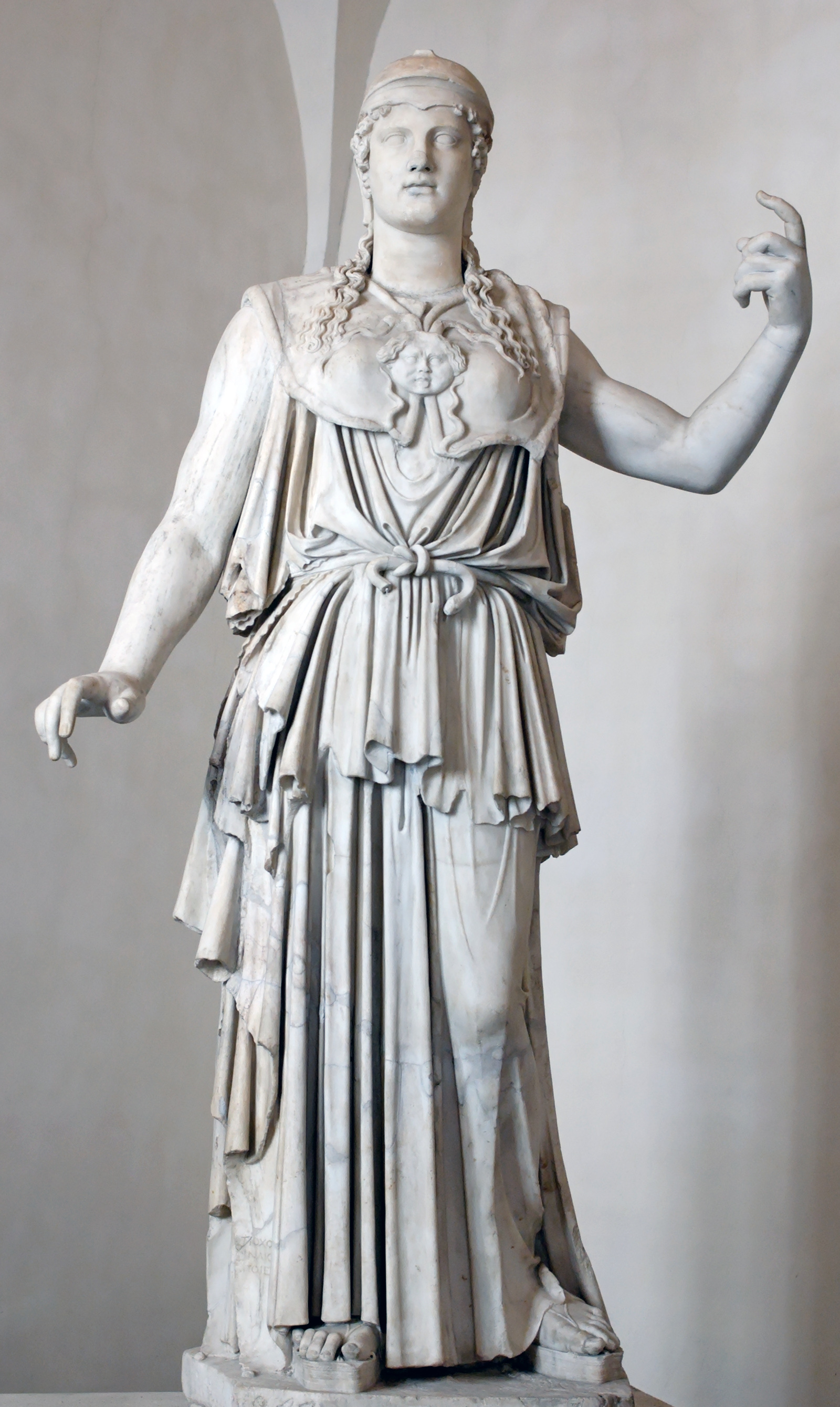
Copia dall'Athena Parthenos di Fidia, firmata da Antioco. Roma, Museo nazionale romano 8622.

Copista neoattico, probabilmente di origine ateniese. La sua firma (frammentaria e reintegrata) ci è giunta su una copia dell'Atena Parthenos di Fidia, ora conservata nel Museo nazionale romano. L'opera, molto restaurata, è firmata lungo le pieghe laterali del peplo a sinistra.